# Boudouard-evenwicht

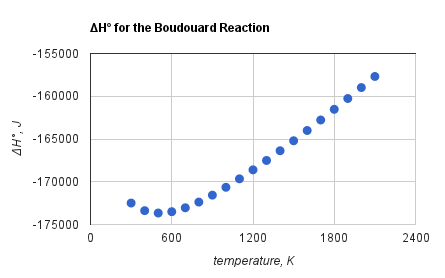
Enthalpie als functie van de temperatuur

Het Boudouard-evenwicht is het naar Octave Boudouard (1872-1923) genoemde evenwicht tussen koolstofdioxide (CO2) en koolstofmonoxide (CO), dat zich bij de omzetting van kooldioxide met gloeiende koolstof instelt:
{\displaystyle {\ce {CO2 + C <=> 2CO}}}
De reactie is endotherm, met een ΔH van 172 kJ/mol. Een hogere temperatuur verschuift het evenwicht - geheel conform het principe van Le Chatelier - naar de productzijde (koolstofmonoxide). Bij een drukverhoging verschuift de balans naar de andere kant, doordat het aantal gasmoleculen dan afneemt.
Deze reactie wordt bij het maken van synthesegas gebruikt. In industriële katalysatoren is dit vaak een probleem: de vorming van cokegas kan onherstelbare schade toebrengen aan katalysator en katalysatorbed (zogenaamde katalysatorvergiftiging). Het principe wordt ook gebruikt in hoogovens om ijzererts te reduceren tot ijzer met koolmonoxide uit cokes.

## Samenstelling van het evenwichtsmengsel
Onderstaande tabel geeft de procentuele samenstelling van het evenwichtsmengsel weer bij verschillende temperaturen (telkens onder standaarddruk van 100.000 Pa).
| Temperatuur (°C) | % CO2 | % CO |
| ---------------- | ----- | ---- |
| 450              | 98    | 2    |
| 600              | 77    | 23   |
| 700              | 42    | 58   |
| 800              | 6     | 94   |
| 900              | 3     | 97   |
| 1000             | 1     | 99   |